# Wilhelm Apel (Politiker, 1905)
Wilhelm Apel (* 25. Mai 1905 in Ellrich; † 4. August 1969 in Bonn) war ein deutscher Politiker (SPD) und Abgeordneter des Hessischen Landtags.

## Ausbildung und Beruf
Wilhelm Apel war der Sohn des SPD-Politikers Wilhelm Apel und der Selma Gentzel, er hatte mehrere Geschwister. Zwischen 1923 und 1933 arbeitete er als Verwaltungsbeamter. Er war in der Weimarer Republik Funktionär der SPD und des Reichsbanners Schwarz-Rot-Gold. Nach der Machtergreifung der Nationalsozialisten 1933 floh er ins Saargebiet und nahm dort an der Saarabstimmung teil. 1935 ging er ins Exil nach Frankreich.
Apel wurde 1945 Mitglied des SPD-Vorstandes in Frankfurt am Main und ab 1946 hauptberuflicher Parteisekretär der SPD. 1947 wurde er Mitglied im Direktorium des Süddeutschen Länderrates in Stuttgart und 1948 hessischer Bevollmächtigter bei der Verwaltung des vereinigten Wirtschaftsgebietes in Frankfurt am Main. 
1949 bis 1963 war er Bevollmächtigter des Landes Hessen beim Bund und ging anschließend in den einstweiligen Ruhestand.
Wilhelm Apel war Mitglied der verfassungsgebenden Landesversammlung Groß-Hessen, Mitglied des parlamentarischen Rates beim Länderrat der amerikanischen Zone und gewähltes Mitglied der ersten Wahlperiode des hessischen Landtages vom 1. Dezember 1946 bis zum 30. April 1950.